# Landskapsplanering
Landskapsplanering omfattar planering och förvaltning av landskapet. Med landskap menas alla markområden, kultur- och naturpräglade, i staden och på landsbygden.
Utgångspunkterna är landskapet som dynamiskt system och människans behov och avsikter. Landskapsplaneringen syftar till ändamålsenlig rumslig organisation av mark, vatten, växter och byggda material. Simulering och kommunikation av alternativa utvecklingsmöjligheter är centrala.
Landskapsplanering är ett syntetiserande ämne, vars mål är att väga samman intressen och värden till en attraktiv och långsiktigt hållbar helhet. Den ämnesmässiga förankringen finns i planeringens, samhällsbyggandets och kulturlandskapens historiska utveckling samt i planeringens och förvaltningens metoder och praktik.
Landskapsplanering använder en mångfald av metoder: trendanalyser, scenarioteknik, statistiska beräkningar, fallstudier, landskapsanalys, skriftliga analyser och synteser med mera.
För ämnet centrala teorier finns bland annat inom planeringsteori, landskapsteori och landskapsekologi.
Verksamheten utövas främst av landskapsarkitekter, men också av andra yrkesgrupper. Geografer är en yrkesgrupp som analyserar och gör ramar för landskapsplaneringen.
Landskapsplanering är också ett begrepp inom skogsindustrin, och omfattar där planering av vägar, hyggen och liknande åtgärder i landskapet.